# Francis Franck
Francis Franck (* 17. März 1970 in Saint-Avold) ist ein ehemaliger französischer Handballspieler.

## Karriere

### Verein
Francis Franck lernte das Handballspielen bei ASPTT Metz und SMEC Metz. Ab 1992 stand der Torwart beim französischen Zweitligisten HB Saint-Brice 95 unter Vertrag. Mit dem Klub aus dem Département Val-d’Oise stieg er 1993 in die erste französische Liga auf, wo er 1994 den achten Platz belegte. Nachdem er mit USM Gagny 1995 fast abgestiegen wäre, wechselte er zum Ligakonkurrenten UMS Pontault-Combault. Nach einer Saison schloss er sich US Créteil HB an, mit dem er 1997 Vizemeister wurde und den Pokal gewann. Daraufhin unterschrieb er in der Hauptstadt bei PSG-Asnières. Im Jahr 2000 wagte er den Sprung nach Deutschland in die 2. Handball-Bundesliga. Mit der TSG Friesenheim verpasste er dreimal jeweils als Dritter der Staffel Süd den Aufstieg in die 1. Bundesliga. 2003 kehrte er nach Frankreich zum Erstligisten Sélestat AHB zurück. Nach zwei Jahren beim Zweitligisten Mulhouse HSA beendete Franck seine Karriere 2010 beim mittlerweile ebenfalls in der zweiten Liga spielenden Sélestat.

### Nationalmannschaft
In der französischen A-Nationalmannschaft debütierte Franck beim 21:16 gegen Algerien am 17. Dezember 1996 in Lyon. Bei der Weltmeisterschaft 1997 gewann er mit Frankreich die Bronzemedaille. Er stand zudem im Aufgebot für die Europameisterschaft 1998 (7. Platz) und die Weltmeisterschaft 1999 (5. Platz). Bis 1999 bestritt er 57 Länderspiele.